# De Stele

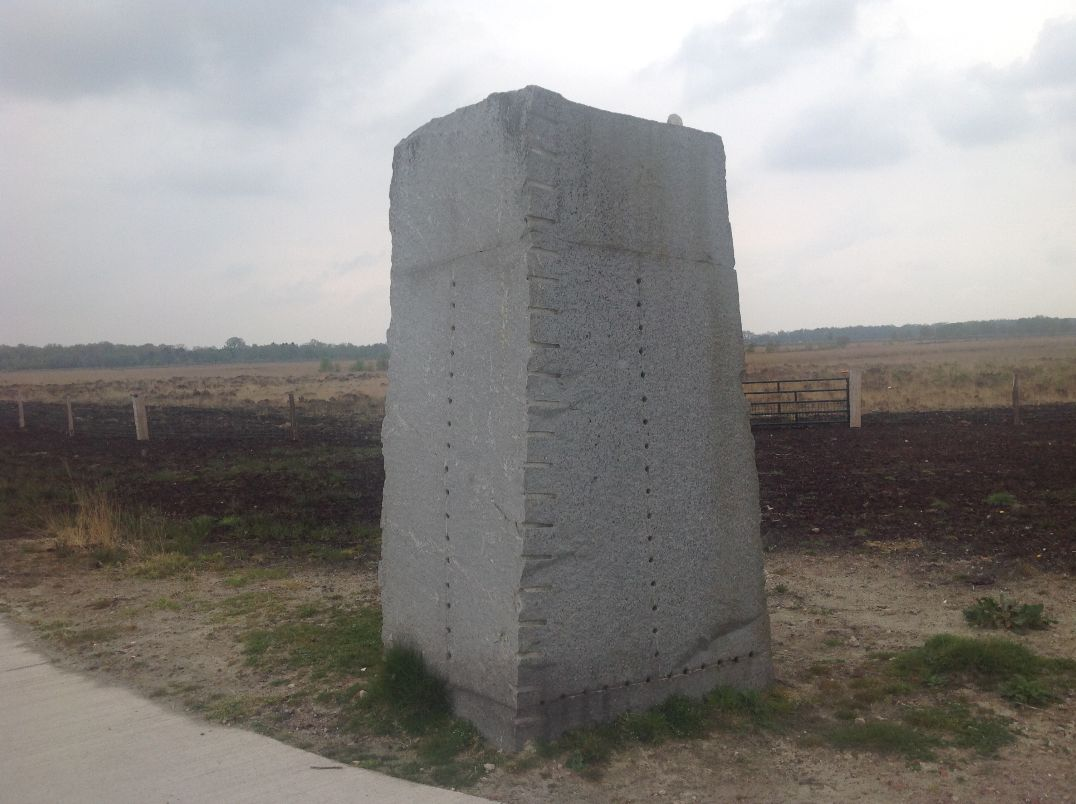
De Stele op het Bargerveen bij Weiteveen op 30 april 2021

De Stele is een gedenksteen die te vinden is in het Bargerveen nabij het Drentse dorp Weiteveen. Deze steen is hier in 1992 geplaatst en is ontworpen door de Duitser Ulrich Rückriem. Met het plaatsen van de steen wil men benadrukken hoe belangrijk de turfwinning, zowel in sociaaleconomisch als landschappelijk oogpunt, is en was voor de omgeving.

## Geschiedenis
Ten zuiden en zuidoosten van Emmen liggen uitgestrekte hoogveengebieden. Nederland heeft er voordat de Romeinen het land in kwamen voor het grootste gedeelte zo uitgezien als hier. Turfwinning heeft hier intensief plaatsgevonden en daar zijn vandaag de dag de gevolgen nog van te vinden. Het bedrijf Norit, later Purit, heeft nog tot zelfs in 1992 turf uit dit gebied genaamd Bargerveen verwerkt voor haar producten. Hierna is het gebied definitief overgenomen door Staatsbosbeheer die het gebied zijn oorspronkelijke hoedanigheid wil teruggeven. Naar verwachting is dit een proces dat eeuwen gaat duren. De overdracht van het gebied van Purit naar Staatsbosbeheer vond met destijds reden om een monument te plaatsen.

## Locatie van de Stele

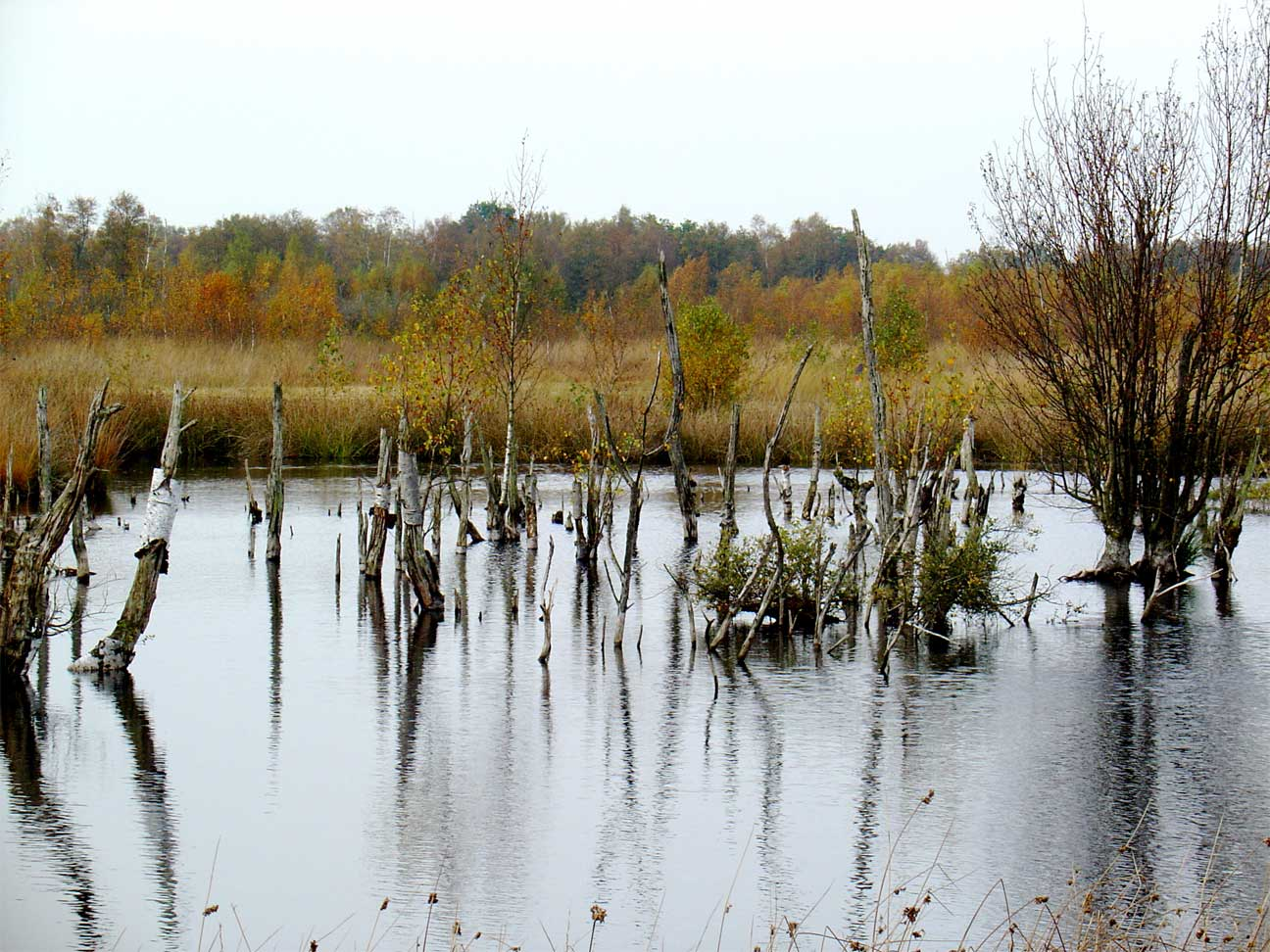
Bargerveen

Het Bargerveen is zeer bijzonder omdat het een van de twee gebieden in Nederland is waar nog levend hoogveen bestaat. Het Bargerveen bestaat uit drie delen: in het noorden het Meerstalblok, in het midden het Amsterdamsche Veld en in het zuiden het Schoonebeekerveld. Sinds 1968 beseft men dat als het door zou gaan met de bewerking van het veen, er een stuk natuur met bijbehorende planten en dieren verloren zou gaan. Zo’n 12.000 jaar geleden begon de eerste veenontginning. Het gebied bestond vooral uit grote complexen van hoogveen met veenmeren en veenbeken. Door de eeuwenlange veenafgravingen is het meeste veen verdwenen. Het Bargerveen kreeg nationale bekendheid omdat hier van 60 hectare actieve hoogveenvorming plaatsvindt. In Nederland is dit bijzonder omdat zo goed als alle hoogveengebieden al helemaal zijn afgegraven.
Zoals vermeld is het Staatsbosbeheer actief bezig met het op gang brengen van hoogveenvorming in de gebieden waar deze al vergraven was. Naast stabiele waterstanden in en net boven het maaiveld op het veen, is het van belang dat het waterpeil in de zandondergrond onder het Bargerveen weer op een goede hoogte komt. Om deze hydrologische randvoorwaarden te verbeteren is recentelijk (2004-2006) een Life-project (deels door de Europese Gemeenschap betaald) uitgevoerd dat voorzag onder meer in het versterken en verhogen van kades en de aanleg van retentie-gebieden.

## Ontwerper
Ulrich Rückriem werd na een opleiding van steenhouwer en beeldhouwer een bekend kunstenaar. In 1968 bracht hij zijn eerste stenen beelden uit en vanaf dat punt toont hij tot in het heden een heel karakteristieke manier van werken. Rückriem splijt en snijdt grote blokken van steen in andere vormen, zoals rechthoeken en vierkanten. Bij de Stele voegde hij de zes afzonderlijke delen weer bijeen waardoor de steen in zijn oorspronkelijke vorm zou worden neergezet.
Door deze soort kunstwerken te maken wordt hij vaak vergeleken met Minimalisme of Conceptuele kunst. In 1994 werd voor hem een beeldenexpositie gemaakt in Rommerskirchen-Sinsteden. In twee grote hallen en op het buitenterrein staan ongeveer 100 beelden tentoongesteld.In het Amsterdamse Bos staat een werk met dezelfde titel: Stéle.
Ulrich Rückriem werkt en leeft nu in Clonegal, een klein dorpje in Ierland.

## Doel
De Stele is hier neergezet omdat men in 1992 definitief stopte met de turfwinning. Dit was een historisch moment aangezien de turfwinning hier jarenlang plaatsvond en het landschap grotendeels heeft gevormd. De Noritfabriek gaf opdracht om een gedenksteen te plaatsen voor het jarenlange werk dat in dit gebied verricht is. Men vond dat zo'n grote inspanning van productie en arbeid niet zomaar vergeten mag worden.